# Dödens triumf
Dödens triumf är en målning av Pieter Bruegel den äldre. Den utfördes i olja på träpannå, färdigställdes 1562 och finns idag på Pradomuseet i Madrid. "Dödens triumf" är ett tema i europeisk kulturhistoria sedan medeltiden, framförallt i bildkonst.

## Beskrivning
Målningen, som är 117 centimeter hög och 162 centimeter bred, avbildar ett landskap, inom vilket framställs ett antal scener, vid vilka Döden segrar över människan. Himlen är svart och lyses upp av brinnande städer. I bakgrunden syns en bit av havet, där inte längre några seglingsdugliga skepp finns kvar, bara halvsjunkna vrak. Överallt syns lik. De levande som finns kvar flyr eller försöker gömma sig. I ett flertal scener avbildas olika metoder för skelett att döda sina offer. 
De stora figurerna i nedre bildraden visar företrädare för ståndssamhället: i det nedre vänstra hörnet ligger en kung med hermelinmantel och spira i full rustning. Ett skelett håller ett timglas framför honom för att mäta ut hans levnads- och regeringstid. Ett annat skelett gräver i tunnor med mynt och guld, ett annat med kardinalshatt stöder en kardinal som sviktar för att mildra hans fall. Snett bakom ligger en död mor, medan en utsvulten hund sniffar på ett barn. Ett knäböjande skelett skär halsen av en pilgrim, klädd i sin pilgrimsskjorta, som nått slutet på sin levnadsresa; inte ens en from levnadsvandel skyddar mot ett sådant slut. Runt ett täckt bord i högra bildkanten är ett antal scener uppradade: en narr kryper över spelbräden och spelkort under bordet, ett skelett med kläder, med en mänsklig mask, häller upp vin, en adelsman drar sitt svärd och ett skelett i en huva med åsneöron serverar två kvinnor en tallrik med en dödskalle och lårben. Det musicerande kärleksparet i det nedre högra hörnet håller sig för sig själva och låter sig inte störas, inte ens av benmannen i deras närhet.

## Proveniens
Målningen tillhörde den spanska drottningen Elisabet Farnese och fanns 1745 i det kungliga slottet Palacio Real de La Granja de San Ildefonso. Den flyttades 1827 därifrån till Pradomuseet i Madrid.

## Kopior
En kopia, som är daterad 1597, av Jan Brueghel den äldre i olja på duk finns i Eggenbergs slott i Graz i Österrike. En andra version ingår i furstarna av Liechtensteins samling. En tredje version, som målades av Pieter Brueghel den yngre omkring 1608, finns på Kunstmuseum Basel.

## Bildgalleri

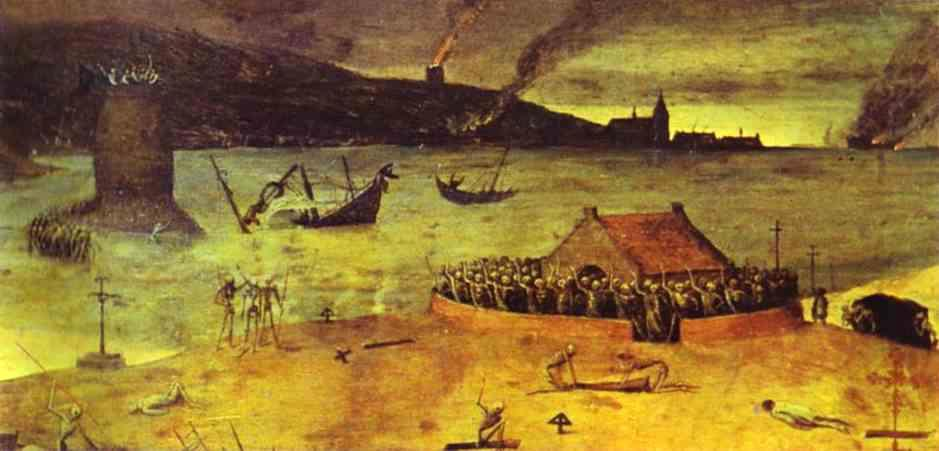
Bränder och skeppsvrak i målningens bakgrund.
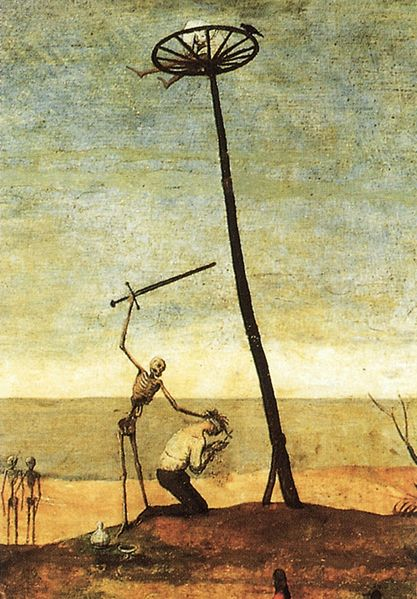
Ett skelett halshugger en människa framför ett stegelhjul.
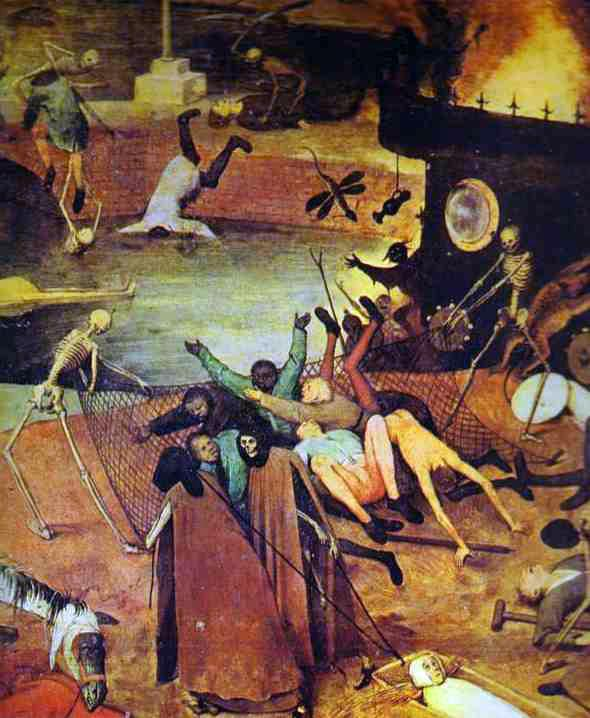
Skelett fångar människor i nät.
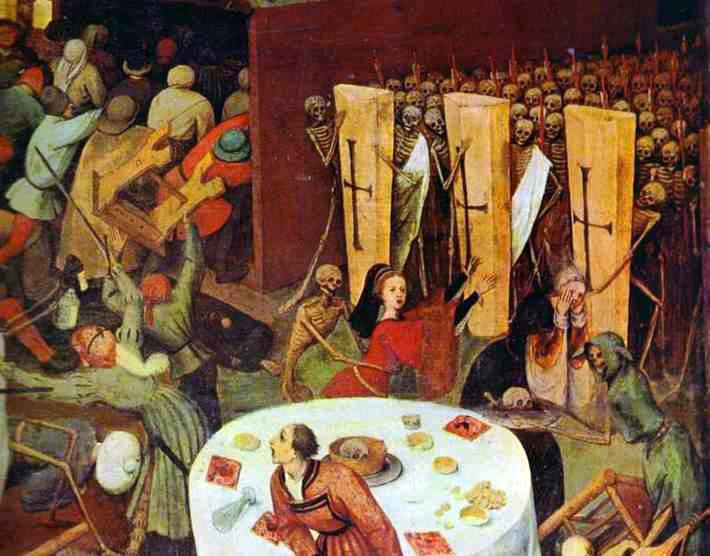
Skelett använder lock till likkistor som sköldar.
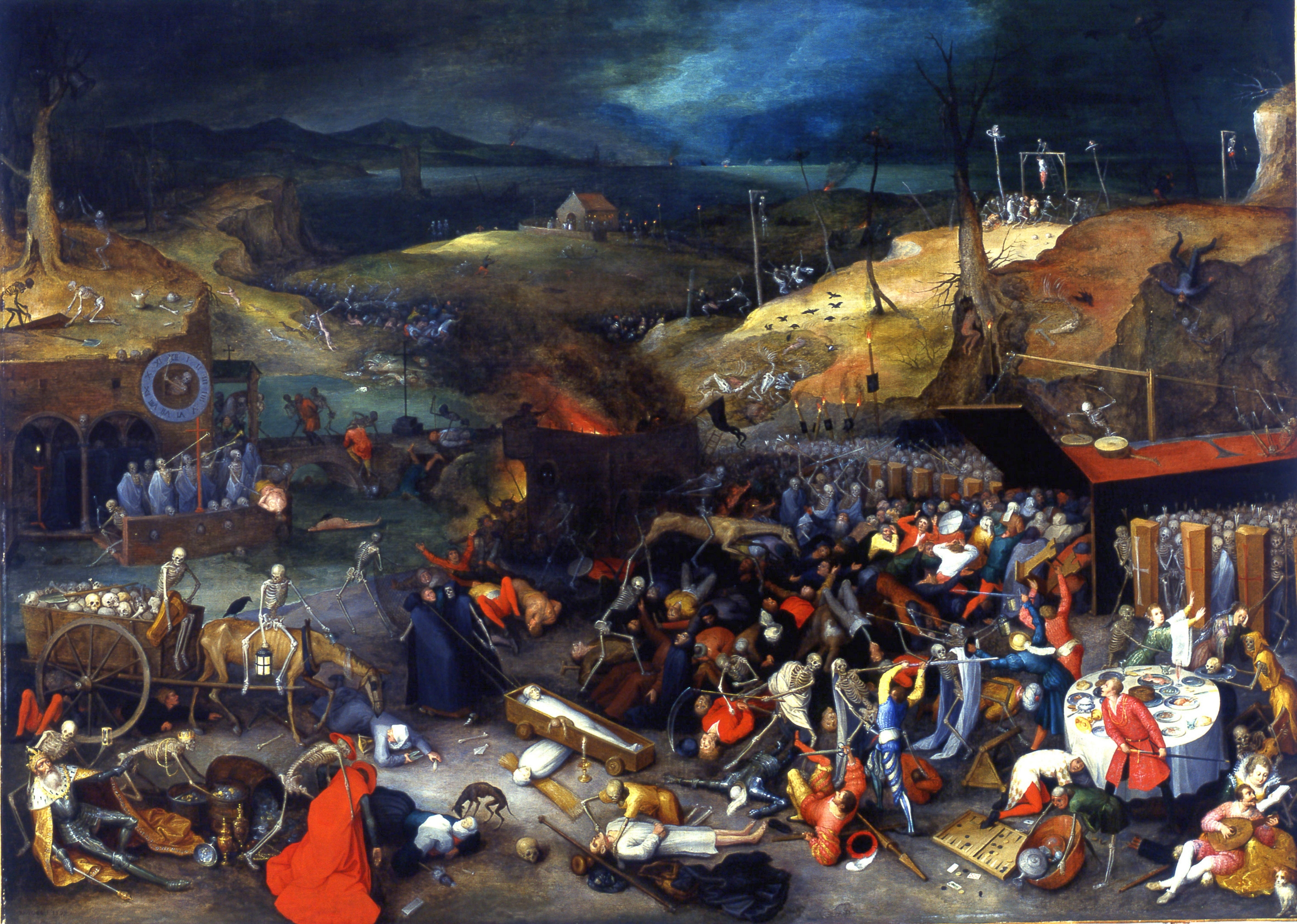
Jan Brueghel den äldre från 1597, i Eggenbergs slott i Graz i Österrike.
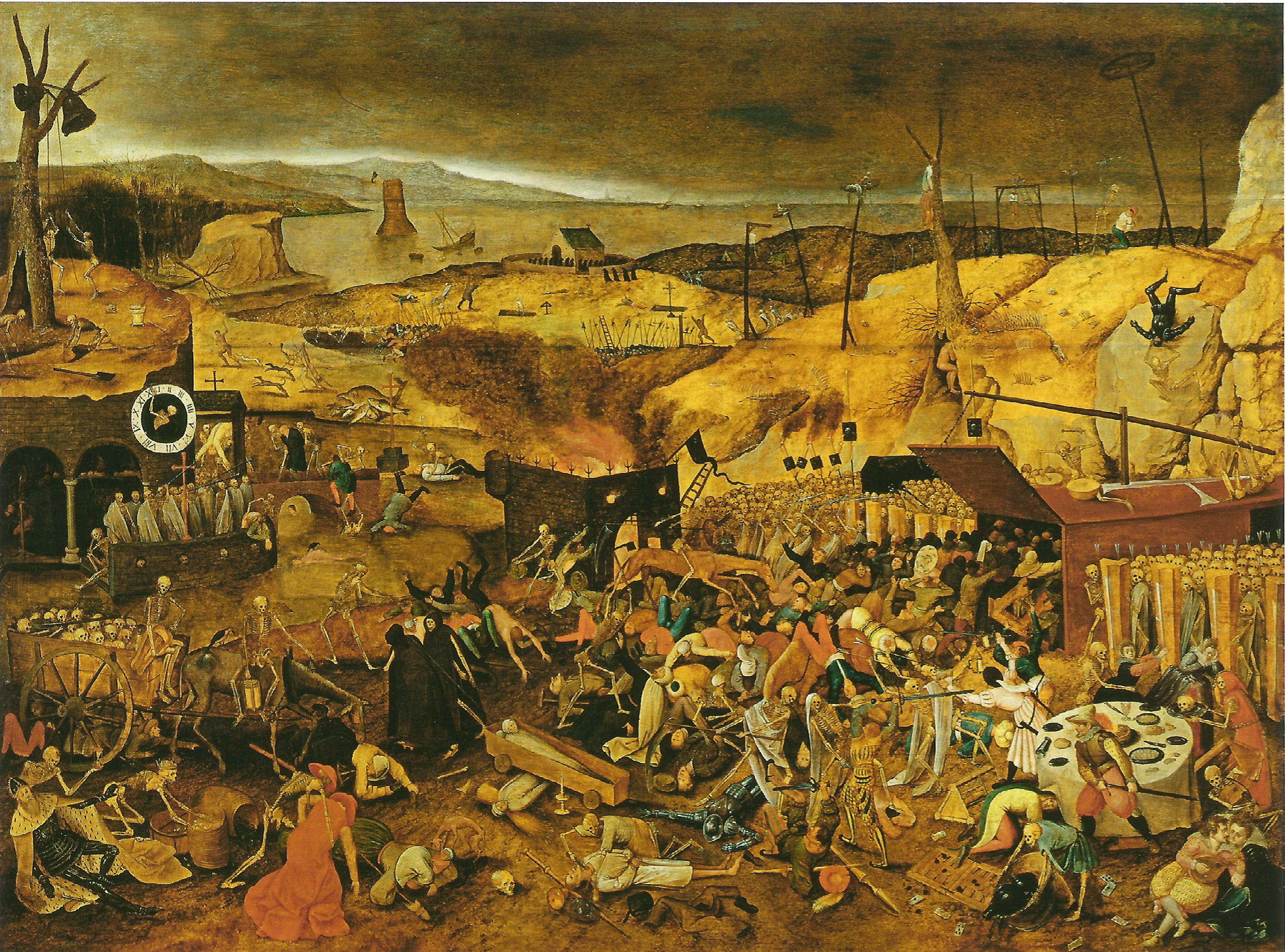
Jan Brueghel den yngre kopia i Kunstmuseum Basel.